# Hervoise
Hervoise is een Belgisch bier van hoge gisting.
Het bier wordt gebrouwen in Brasserie Grain d'Orge te Homburg.
Het is een roodbruin streekbier met een alcoholpercentage van 8,2%. Dit bier wordt met een ander streekproduct van het Land van Herve gemaakt, namelijk peren- en appelsiroop